# Região Geográfica Intermediária de Breves
A Região Geográfica Intermediária de Breves é uma das sete regiões intermediárias do estado brasileiro do Pará e uma das 134 regiões intermediárias do Brasil, criadas pelo Instituto Brasileiro de Geografia e Estatística (IBGE) em 2017. É composta por 16 municípios, distribuídos em duas regiões geográficas imediatas.
Sua população total estimada pelo Instituto Brasileiro de Geografia e Estatística (IBGE) para 1º de julho de 2018 é de 557 211 habitantes, distribuídos em uma área total de 104 139,929 km².
Breves é o município mais populoso da região intermediária, com 101 891 habitantes, de acordo com estimativas de 2018 do Instituto Brasileiro de Geografia e Estatística (IBGE).

## Regiões geográficas imediatas
| Região geográfica imediata                     | Municípios                                                                                  | População Estimativa 2018 | Área (km²)  |
| ---------------------------------------------- | ------------------------------------------------------------------------------------------- | ------------------------- | ----------- |
| Região Geográfica Imediata de Breves           | Afuá Anajás Bagre Breves Chaves Curralinho Gurupá Melgaço Portel São Sebastião da Boa Vista | 404 830                   | 88 279,540  |
| Região Geográfica Imediata de Soure-Salvaterra | Cachoeira do Arari Muaná Ponta de Pedras Salvaterra Santa Cruz do Arari Soure               | 152 381                   | 15 860,389  |
| Total                                          | 16                                                                                          | 557 211                   | 104 139,929 |